# Helicoconis maroccana
Helicoconis maroccana är en insektsart som först beskrevs av Carpentier och Johannes-Antoine Lestage 1928.  Helicoconis maroccana ingår i släktet Helicoconis och familjen vaxsländor. Inga underarter finns listade i Catalogue of Life.